# Quận Beaver, Oklahoma
Quận Beaver, Oklahoma là một quận trong tiểu bang Oklahoma, Hoa Kỳ. Theo điều tra dân số năm 2000 của Cục điều tra dân số Hoa Kỳ, quận có dân số người 2. Quận được đặt tên theo. Diện tích của quận là, với diện tích mặt nước là.